# .hack//XXXX
.hack//XXXX est un manga de Hiroshi Matsuyama sorti en 2006 et appartenant à l'univers .hack.

## Synopsis
Nous sommes en 2010 (encore dans le futur, par rapport à l'édition du manga en 2006 et 2007).
Plus de vingt millions de personnes jouent au MMORPG The World. Kite s'inscrit sur les conseils de son ami Yasuhiko qui joue sous le pseudonyme de Orca mais celui-ci est tué par un monstre et perd conscience et tombe dans le coma dans le monde réel. Kite se met alors à la recherche de ce monstre avec l'aide de BlackRose et Mistral.

## Personnages
- Balmung
- BlackRose
- Cubia
- Elk
- Helba
- Kite
- Mia
- Mistral
- Orca